# Dicranophora
Dicranophora — монотиповий рід грибів родини Thamnidiaceae. Назва вперше опублікована 1886 року.

## Види
База даних Species Fungorum станом на 18.10.2019 налічує 1 вид роду Dicranophora:
- Dicranophora fulva J.Schröt., 1886

## Поширення та середовище існування
Знайдений на свинусі тонкій (Paxillus involutus) в Німеччині.